# 허 환공
허 환공(許 桓公)은 허나라의 제12대 남작(재위: 기원전 711년 ~ 기원전 698년)이다. 이름은 정(鄭)이고, 허 장공의 동생이다.
자치통감외기에 따르면, 주 환왕 8년 가을 7월에, 제, 정, 노가 허를 쳐서 임오일에 허에 들어가니 장공은 위로 달아났고, 정 장공이 장공의 동생 허숙(許叔)을 받들어 허의 동편에 살게 하였다고 한다. 장공의 뒤를 이은 환공이 바로 허숙이 아닌가 추정된다.